# Chalcis melanogastra
Chalcis melanogastra är en stekelart som beskrevs av Cameron 1907. Chalcis melanogastra ingår i släktet Chalcis och familjen bredlårsteklar. Inga underarter finns listade i Catalogue of Life.